# マヌエル・ノイアー
マヌエル・ペーター・ノイアー（Manuel Peter Neuer, 1986年3月27日 - ）は、西ドイツ・ノルトライン＝ヴェストファーレン州ゲルゼンキルヒェン出身のサッカー選手。ブンデスリーガ・FCバイエルン・ミュンヘン所属。ポジションはゴールキーパー。元ドイツ代表。
カバー範囲の広い「スイーパー＝キーパー」の第一人者としてポジションの概念を変えたと称される現代ゴールキーパーの象徴的選手。FIFAワールドカップ、UEFAチャンピオンズリーグ、FIFAクラブワールドカップ、ブンデスリーガなどの主要タイトルを制した同時代の世界最高のGKにして、史上最高のGKの1人に数えられる。

## クラブ経歴

### シャルケ

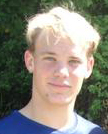
シャルケでのノイアー（2005年）

地元ゲルゼンキルヒェンのクラブであるシャルケ04のユース出身。14歳まではサッカーと並行してテニスもプレーしていた。2006年8月19日のアレマニア・アーヘン戦でブンデスリーガデビューを果たすと、フランク・ロストに代わり正GKの座を手にした。冬にロストはハンブルガーSVへと移籍した。
2007-08シーズンのUEFAチャンピオンズリーグでは決勝トーナメント1回戦のポルト戦のPK戦でブルーノ・アルヴェスとリサンドロ・ロペスのシュートを止め、シャルケのクラブ初となるベスト8進出に貢献した。またこのシーズンはブンデスリーガの全試合にフル出場を果たした（ノイアーの他には2人のみ）。この活躍もありUEFA最優秀GK賞にドイツから唯一ノミネートされた。
ハンブルガーSVへ移籍したハイコ・ヴェスターマンに変わり主将として臨んだ2010-11シーズンは好セーブを連発。チャンピオンズリーグではグループリーグ6試合で3失点に抑え、首位通過に貢献。決勝トーナメントでも活躍し、シャルケ初のベスト4入りに貢献した。
ベスト4進出決定後の2011年4月20日にシャルケとの契約を更新せず、シーズン終了後に移籍する方針であることを発表。バイエルン・ミュンヘンやマンチェスター・ユナイテッドFCなどの多数の関心が報じられていたが、ユナイテッドからのオファーは否定した。チャンピオンズリーグ準決勝1stレグではそのユナイテッドに0-2で敗戦したもののビッグセーブを連発し、敵将のアレックス・ファーガソンから「対戦してきた選手の中で最も良いプレーをした一人」と賞賛し、またノイアーがユナイテッドに来る望みがないことも話した。また本人も試合後、改めてユナイテッド移籍の可能性を否定した。

### バイエルン・ミュンヘン
6月1日、移籍金1800万ユーロと出来高700万ユーロの5年契約で、バイエルン・ミュンヘンへの移籍が決定した。すぐさま、ハンス＝イェルク・ブットから背番号1番を譲り受けて定位置を確保。だが、8月7日のボルシア・メンヒェングラートバッハとの開幕戦ではジェローム・ボアテングとの連携ミスによりイゴール・デ・カマルゴに決勝点を決められ、0-1で敗れた。
しかし、8月13日のVfLヴォルフスブルク戦(1-0)以降リーグ戦では10月23日のハノーファー96戦(1-2)に敗北するまでリーグ戦8試合・770分間連続無失点を記録した。さらに、10月18日のUEFAチャンピオンズリーグのSSCナポリ戦(1-1)にてホルガー・バトシュトゥバーのオウンゴールで失点するまで公式戦12試合・1140分間連続無失点も同時に記録した。
2012年4月25日、チャンピオンズリーグ準決勝のレアル・マドリード戦2ndレグは延長戦でも決着がつかずPK戦に突入。ここでクリスティアーノ・ロナウドとカカのPKを止めて3-1で勝利し、決勝に進出した。5月20日のチェルシーFCとの決勝戦はバイエルンの本拠地フースバル・アレナ・ミュンヘンで行われた。トーマス・ミュラーのゴールで先制するが終了間際に追いつかれて、レアル戦同様延長でも決着がつかずPK戦に突入。1人目フアン・マタのPKを止め、さらには自らもPK戦を拒否したアリエン・ロッベンに変わってキッカーを務め、ペトル・チェフの守るゴールを破ったが、結局イヴィツァ・オリッチとバスティアン・シュヴァインシュタイガーが失敗して最後はディディエ・ドログバに決められて4-3で敗北。ホームで11季ぶりの優勝はならなかった。
大型補強を敢行した2012-13シーズンは開幕8連勝を飾るなど首位を独走。リーグ戦ではバイエル・レバークーゼンに、チャンピオンズリーグではGLでBATEボリソフ、決勝トーナメントではアーセナルに敗れたが安定した成績を残した。リーグ戦では14連勝を含む25戦連続無敗もあって新記録となる勝ち点91を叩き出してボルシア・ドルトムントから3季ぶりのリーグ優勝を果たし、チャンピオンズリーグ決勝でもドルトムントとの同国対決を制して12季ぶり5回目の優勝を果たした。さらにDFBポカール決勝でもVfBシュトゥットガルトに勝利してドイツでは史上初となる三冠を達成した。自身は31試合出場でわずか18失点 に抑え、ダンテやハビ・マルティネスなど新加入選手の多いDFラインを支えた。
2014-15シーズン、ドイツ最優秀選手賞に選ばれ、UEFAのベストイレブンにも選ばれた。バロンドールの投票では第3位となった。
2016年4月20日、バイエルン・ミュンヘンと2019年の夏まで契約を結んでいたが、期限を待たずに2年間の延長を決断し、契約期間は2021年6月30日までとなった。2017年2月25日、第22節のハンブルガーSVではリーグ通算100回目のクリーンシートを史上最速で記録した。4月に左中足骨を骨折した。
翌シーズンはフィリップ・ラームの跡を継ぎチームキャプテンに就任する。しかし2017年9月に、再び中足骨骨折のため2018年1月まで離脱することが発表され、結局復帰は3月まで待つこととなった。
2019-20シーズン開幕前にCL優勝を目指して移籍も噂されたが残留した。2020年5月20日、クラブとの契約を2023年6月まで延長した。チャンピオンズリーグ決勝のパリ・サンジェルマン戦ではいくつかの決定機を防ぐ活躍で、チームに優勝をもたらした。
2020-21シーズン、第18節のシャルケ戦で、これまでオリバー・カーンが保持していた記録を破り、リーグの新記録となる197回目の無失点を達成した。第21節RBライプツィヒとの対戦で勝利し、GKとしてはカーンに並ぶ通算310勝を挙げたが、手術を受けることによりしばらくの間プレー出来ないこととなった。
2022-23シーズンも開幕戦からレギュラーとしてプレーし、2022 FIFAワールドカップにおいても全3試合に先発フル出場をした。大会終了後の12月10日、訪れていた国内のスキー場で転倒して右足の下腿部を骨折し、シーズンを棒にふる大怪我を負った。
2023年10月28日、SVダルムシュタット98戦で怪我からの復帰を果たした。11月28日、クラブとの契約を2025年6月まで1年間延長した。2024年3月5日、UEFAチャンピオンズリーグのSSラツィオ戦でチャンピオンズリーグ通算57回目となるクリーンシートを達成し、イケル・カシージャスに並ぶチャンピオンズリーグ史上最多タイ記録となった。

## 代表経歴

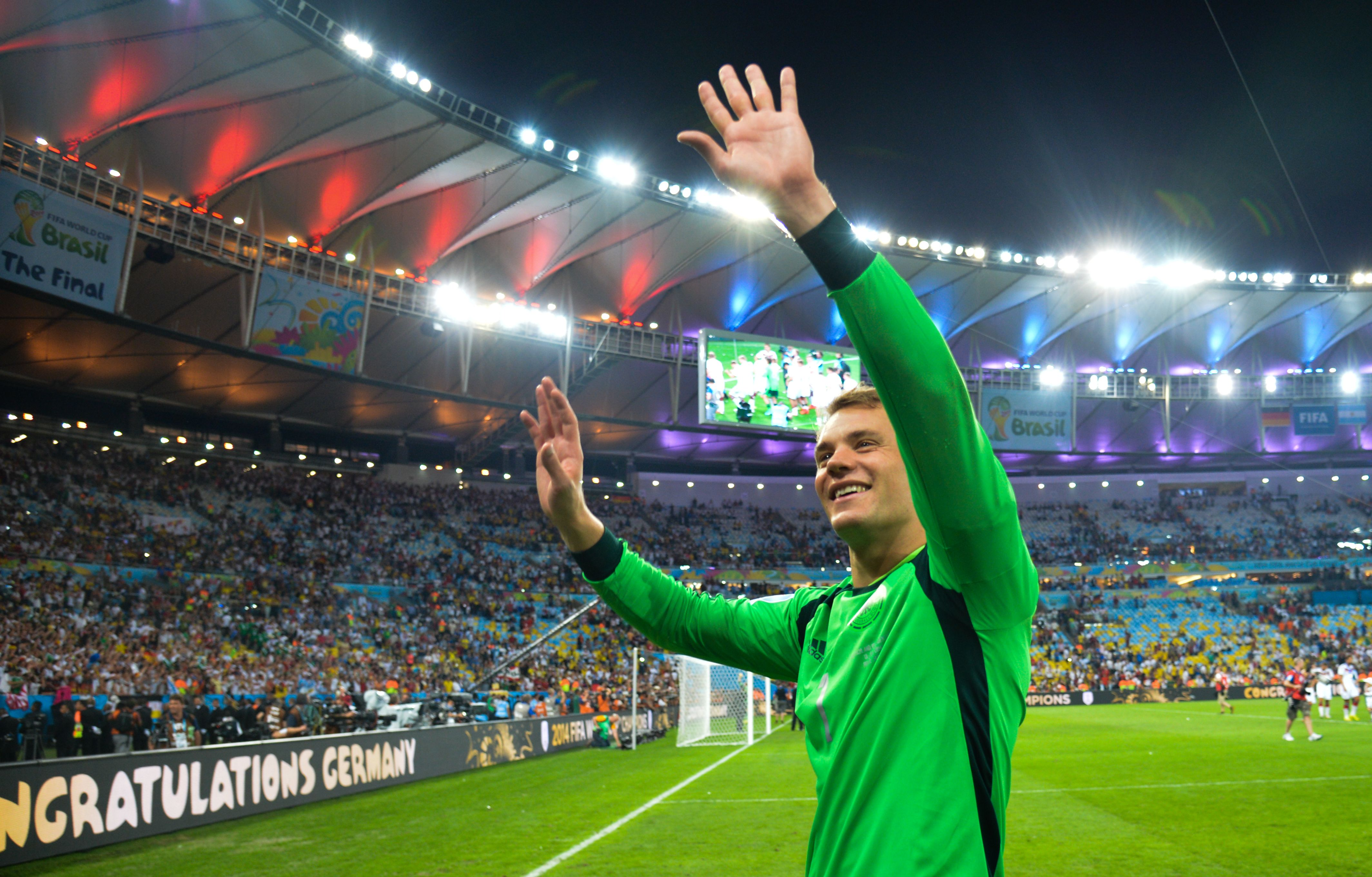
2014 FIFAワールドカップでのノイアー。

2009年に開催されたUEFA U-21欧州選手権では5試合で失点を4に抑え、ドイツの優勝に貢献した。
ドイツ代表としては2009年6月2日に行われたUAE代表との国際親善試合でデビュー。
正GKとしてに臨んだ2010 FIFAワールドカップでは3位決定戦以外の全試合にフル出場。出場した6試合を2失点に抑え、4度の完封を記録しドイツの2大会連続となる3位入賞に貢献した。決勝トーナメント1回戦のイングランド戦ではミロスラフ・クローゼのゴールをアシストした。W杯後は不動の正GKとして活躍している。
2014 FIFAワールドカップでは決勝までの7試合で喫したのはわずかに4失点で、4試合で完封した。さらに、大会通算で86.2％という高いセーブ率を記録して大会の最優秀GKに選ばれドイツの優勝に貢献した。
代表を引退したバスティアン・シュヴァインシュタイガーの後任として、新キャプテンに任命された。ドイツ代表チームでGKがキャプテンを務めるのはオリバー・カーン以来、2人目。
2018 FIFAワールドカップのグループリーグ第3戦の韓国代表戦において、試合終了直前に相手陣内に上がった所、相手選手にボールを奪われ、それが前線にいた孫興ミンに繋がりそのまま決められるなどとして韓国代表に2点を奪われドイツ代表のグループリーグ敗退が決定してしまった。
UEFA EURO 2020予選のエストニア戦で、これまでゼップ・マイヤーが持っていた最多クリーンシート数を37に更新した。2021年6月7日、UEFA EURO 2020直前に開催された親善試合・ラトビア戦で、GKとして史上初の代表通算100試合出場を達成した。
2022 FIFAワールドカップではドイツ人GK史上初のワールドカップ4大会連続出場を果たすも、開幕戦の黒星スタートが尾を引き、グループリーグ最終戦でコスタリカに4-2で勝利するもスペインに得失点差で及ばず、ドイツ代表の2大会連続のグループリーグ敗退となった。
負傷や監督交代の影響でワールドカップ以降、代表には召集されず、代表のキャプテンの座もギュンドアンに譲ったが、UEFA EURO 2024のメンバーに選ばれた。グループリーグ第2節のハンガリー戦でEURO通算17試合目の出場となり、これはジャンルイジ・ブッフォンと並ぶゴールキーパーとしての大会最多出場記録となった。UEFA EURO 2024では全5試合にフル出場し、2つのクリーンシートを達成するもチームはベスト8で敗退となった。
2024年8月21日、代表引退を表明した。

## プレースタイル
最終ラインの裏へ出されたボールに反応してペナルティーエリア外へ果敢に飛び出すカバー範囲とビルドアップ参加を特徴とし、ゴールキーパーながらリベロ的な役割も担う「スイーパー＝キーパー」と呼ばれるポジションを確立・進化させた第一人者。2013年から2016年までバイエルン・ミュンヘンの監督を務めたジョゼップ・グアルディオラにハイラインディフェンスの後方スペースのカバーを任せられたことでノイアーの役割が「スイーパー＝キーパー」と呼ばれるようになった。また、足元の技術やパスセンスが評価され、ビルドアップへの参加等の攻撃への関与も多く見られるようになり、これらのノイアーの特徴が現代的GKの要素とされるようになった。
また、至近距離からのシュートへの鋭い反応や、強肩を生かした素早いフィード等の従来のゴールキーパーとして求められる能力も持ち味の一つである。

## エピソード
- 憧れの選手はシャルケの正GKであったイェンス・レーマンである[43]。
- 2011年3月12日、ブンデスリーガの第26節アイントラハト・フランクフルトとの試合前に、ノイアーのチームメイトである内田篤人が前日に日本で起きた東日本大震災の被災地に向けメッセージを送るためにメッセージ入りのユニフォームを持っているのを見て「日本へのメッセージか。今日それを見せるのか」と問いかけたところ、内田が「勝ったら見せようと思う。負けたら見せない」と答えたので「じゃあ勝つ。僕が守るから今日は勝てる」と声をかけた。試合はノイアーのアシストもあり宣言通りシャルケは4試合ぶりに勝利した。試合終了後チームはサポーターの前で喜びを分かち合っていたが内田はメッセージを書いたユニフォームを着てたたずみ、しばらくしてチームメイトと共に控室に戻ろうとしたところ、ノイアーがそれに気付き再び内田をファンの前へエスコートしてメッセージを披露させた[5][44]。
- シャルケからバイエルンへ移籍する直前には内田をドライブに誘い、オービスの位置やお気に入りのアイスクリーム屋を案内した[45]。なお、ノイアーと内田は同じ3月27日生まれである。
- 長年愛したシャルケを去る決断の理由は「最高レベルでプレーするために一歩踏み出したい」とし、会見では目に涙を浮かべた[6]。また移籍先にバイエルンを選択した理由は「ドイツから出たくはなかった。ブンデスリーガは魅力的なリーグだし、ドイツで最高のクラブといったらバイエルン。僕はドイツで最高のクラブでプレーしたかったんだ」と述べた[46]。
- ただバイエルン移籍後のノイアーは、開幕前の練習試合でバイエルンサポーターから「僕らが君を受け入れることはない」という横断幕を掲げられ[47]、さらに9月18日の古巣シャルケ戦ではシャルケサポーターに「裏切り者」「馬鹿野郎」と罵声を浴び、さらに「マヌエル・ノイアーの死をここに偲ぶ。2005-2011」[48] という横断幕を掲げられるという屈辱を味わい、船出は決して良好なものとは言えなかった。
- ドイツ代表に定着してからはメスト・エジルなどの他の代表選手と共にヌテラのCMも出演している。
- サッカーの他にバスケットボールの腕前も高い。
- 2013年に公開されるピクサーの映画「モンスターズ・ユニバーシティ」のドイツ語版で、ゲスト声優としてフランク・マッケイ役を務めた[49]。
- 2017年5月、ESPNは世界で最も有名なアスリート100人を発表し、97位に選出された。サッカー選手としては37位[50]。
- 2013年から2016年までバイエルン・ミュンヘンの監督を務めたジョゼップ・グアルディオラからは足元の技術を非常に評価されており、ゴールキーパーだけでなくミッドフィールダーとしての起用が真剣に考えられていたことがカール＝ハインツ・ルンメニゲ元CEOによって明かされている[51]。

## 個人成績

### クラブ
2024年7月27日現在
| クラブ                 | シーズン | リーグ         | リーグ | リーグ | 国内カップ | 国内カップ | その他 | その他 | UEFA | UEFA | 通算 | 通算 |
| クラブ                 | シーズン | リーグ         | 出場   | 得点   | 出場       | 得点       | 出場   | 得点   | 出場 | 得点 | 出場 | 得点 |
| ---------------------- | -------- | -------------- | ------ | ------ | ---------- | ---------- | ------ | ------ | ---- | ---- | ---- | ---- |
| シャルケ04             | 2005-06  | ブンデスリーガ | 0      | 0      | 0          | 0          | 0      | 0      | 0    | 0    | 0    | 0    |
| シャルケ04             | 2006-07  | ブンデスリーガ | 27     | 0      | 0          | 0          | 0      | 0      | 0    | 0    | 27   | 0    |
| シャルケ04             | 2007-08  | ブンデスリーガ | 34     | 0      | 3          | 0          | 3      | 0      | 10   | 0    | 50   | 0    |
| シャルケ04             | 2008-09  | ブンデスリーガ | 27     | 0      | 2          | 0          | 0      | 0      | 5    | 0    | 34   | 0    |
| シャルケ04             | 2009-10  | ブンデスリーガ | 34     | 0      | 5          | 0          | 0      | 0      | 0    | 0    | 39   | 0    |
| シャルケ04             | 2010-11  | ブンデスリーガ | 34     | 0      | 6          | 0          | 1      | 0      | 12   | 0    | 53   | 0    |
| シャルケ04             | 通算     | 通算           | 156    | 0      | 16         | 0          | 4      | 0      | 27   | 0    | 203  | 0    |
| バイエルン・ミュンヘン | 2011-12  | ブンデスリーガ | 33     | 0      | 5          | 0          | 0      | 0      | 14   | 0    | 54   | 0    |
| バイエルン・ミュンヘン | 2012-13  | ブンデスリーガ | 31     | 0      | 5          | 0          | 1      | 0      | 13   | 0    | 50   | 0    |
| バイエルン・ミュンヘン | 2013-14  | ブンデスリーガ | 31     | 0      | 5          | 0          | 3      | 0      | 12   | 0    | 51   | 0    |
| バイエルン・ミュンヘン | 2014-15  | ブンデスリーガ | 32     | 0      | 5          | 0          | 1      | 0      | 12   | 0    | 50   | 0    |
| バイエルン・ミュンヘン | 2015-16  | ブンデスリーガ | 34     | 0      | 5          | 0          | 1      | 0      | 11   | 0    | 51   | 0    |
| バイエルン・ミュンヘン | 2016-17  | ブンデスリーガ | 26     | 0      | 4          | 0          | 1      | 0      | 9    | 0    | 40   | 0    |
| バイエルン・ミュンヘン | 2017-18  | ブンデスリーガ | 3      | 0      | 0          | 0          | 0      | 0      | 1    | 0    | 4    | 0    |
| バイエルン・ミュンヘン | 2018-19  | ブンデスリーガ | 26     | 0      | 3          | 0          | 1      | 0      | 8    | 0    | 38   | 0    |
| バイエルン・ミュンヘン | 2019-20  | ブンデスリーガ | 33     | 0      | 6          | 0          | 1      | 0      | 11   | 0    | 51   | 0    |
| バイエルン・ミュンヘン | 2020-21  | ブンデスリーガ | 33     | 0      | 1          | 0          | 4      | 0      | 8    | 0    | 46   | 0    |
| バイエルン・ミュンヘン | 2021-22  | ブンデスリーガ | 28     | 0      | 1          | 0          | 1      | 0      | 9    | 0    | 39   | 0    |
| バイエルン・ミュンヘン | 2022-23  | ブンデスリーガ | 12     | 0      | 0          | 0          | 1      | 0      | 3    | 0    | 16   | 0    |
| バイエルン・ミュンヘン | 2023-24  | ブンデスリーガ | 23     | 0      | 1          | 0          | 0      | 0      | 9    | 0    | 33   | 0    |
| バイエルン・ミュンヘン | 通算     | 通算           | 345    | 0      | 41         | 0          | 15     | 0      | 120  | 0    | 521  | 0    |
| 総通算                 | 総通算   | 総通算         | 501    | 0      | 57         | 0          | 22     | 0      | 147  | 0    | 726  | 0    |

### 代表
2024年7月27日現在
- 国際Aマッチ 117試合 0得点（2009年-）[52]

| ドイツ代表 | 国際Aマッチ | 国際Aマッチ |
| 年         | 出場        | 得点        |
| ---------- | ----------- | ----------- |
| 2009       | 2           | 0           |
| 2010       | 13          | 0           |
| 2011       | 10          | 0           |
| 2012       | 11          | 0           |
| 2013       | 8           | 0           |
| 2014       | 13          | 0           |
| 2015       | 6           | 0           |
| 2016       | 11          | 0           |
| 2017       | 0           | 0           |
| 2018       | 10          | 0           |
| 2019       | 8           | 0           |
| 2020       | 4           | 0           |
| 2021       | 12          | 0           |
| 2022       | 9           | 0           |
| 2023       | 0           | 0           |
| 2024       | 7           | 0           |
| 通算       | 124         | 0           |

## タイトル

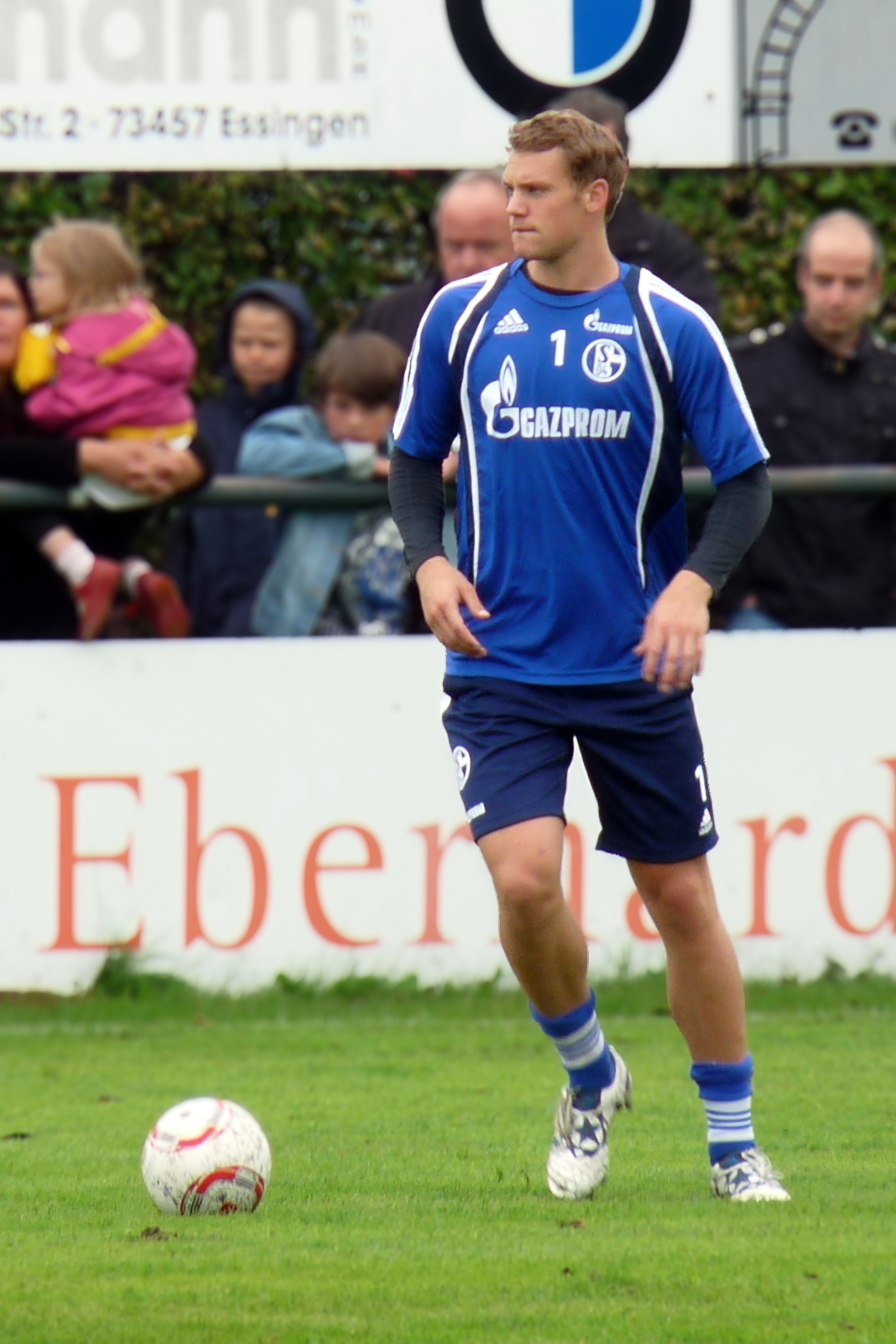
シャルケ時代のノイアー（2010年）

### クラブ
シャルケ04
- プレミア・リーガポカール：1回 (2005)
- DFBポカール：1回 (2010-11)
- UEFAインタートトカップ：2回 (2003, 2004)

バイエルン・ミュンヘン
- FIFAクラブワールドカップ：2回 (2013, 2020)
- UEFAチャンピオンズリーグ：2回 (2012-13, 2019-20)
- UEFAスーパーカップ：2回 (2013, 2020)
- ブンデスリーガ：12回 (2012-13, 2013-14, 2014-15, 2015-16, 2016-17, 2017-18, 2018-19, 2019-20, 2020-21, 2021-22,2022-23,2024-25)
- DFBポカール：5回 (2012-13, 2013-14, 2015-16, 2018-19, 2019-20)
- DFLスーパーカップ：6回 (2012, 2016, 2017, 2018, 2020, 2022)

### 代表
U-21ドイツ代表
- UEFA U-21欧州選手権：1回 (2009)

ドイツ代表
- FIFAワールドカップ：1回 (2014)

### 個人
- ブンデスリーガ最優秀ゴールキーパー：1回 (2007)
- UEFA U-21欧州選手権最優秀ゴールキーパー：1回 (2009)
- UEFAチャンピオンズリーグ 年間ベストチーム(スカッドオブザシーズン) 2019-20
- ドイツ年間最優秀選手：2回 (2011, 2014)
- 欧州最優秀ゴールキーパー賞：5回 (2011, 2013, 2014, 2015, 2020)
- FIFAワールドカップ最優秀GK：1回 (2014)
- FIFAワールドカップ ベストイレブン：1回 (2014)
- FIFA/FIFPro世界イレブン：4回（2013年, 2014年, 2015年, 2016年）
- UEFAクラブ・フットボール・アワード最優秀GK賞：1回（2019-20）
- FIFA最優秀ゴールキーパー賞：1回（2020）
- バロンドール・ドリームチーム、歴代GK部門3位：1回（2020年）[53]

## 代表歴

### 出場大会
- U-19ドイツ代表
  - 2005年 - UEFA U-19欧州選手権（準優勝）
- U-21ドイツ代表
  - 2009年 - UEFA U-21欧州選手権（優勝）
- ドイツ代表
  - 2010年 - 2010 FIFAワールドカップ（3位）
  - 2012年 - UEFA EURO 2012（ベスト4）
  - 2014年 - 2014 FIFAワールドカップ（優勝）
  - 2016年 - UEFA EURO 2016（ベスト4）
  - 2018年 - 2018 FIFAワールドカップ（グループリーグ敗退）
  - 2018年 - UEFAネーションズリーグ2018-19
  - 2021年 - UEFA EURO 2020（ベスト16）
  - 2022年 - 2022 FIFAワールドカップ（グループリーグ敗退）
  - 2024年 - UEFA EURO 2024 (ベスト８)